# Failuna Matanga
Failuna Abdi Matanga (* 28. Oktober 1992 in Kondoa) ist eine tansanische Langstreckenläuferin.

## Leben
Failuna Matanga wurde in der Stadt Kondoa in der Region Dodoma in Tansania geboren. Sie lebt in Arusha, ist 1,49 Meter groß und wiegt 49 Kilogramm.

## Ergebnisse
Failuna Matanga nahm bei den Olympischen Sommerspielen 2020 in Tokio teil. Im Marathonlauf der Frauen belegte sie den 24. Platz.
Weitere Ergebnisse sind:
| Jahr | Bewerb                    | Ort                     | Typ               | Rang | Zeit         |
| ---- | ------------------------- | ----------------------- | ----------------- | ---- | ------------ |
| 2012 |                           | Campinas (Brasilien)    | Halbmarathon      | 2    | 1:14:37 h    |
| 2015 |                           | Lanling (China)         | Halbmarathon      | 2    | 1:13:34 h    |
| 2016 |                           | Santos (Brasilien)      | 10.000-Meter-Lauf | 1    | 32:48 min    |
| 2016 |                           | São Paulo (Brasilien)   | 15-Kilometer-Lauf | 6    | 52:17 min    |
| 2017 |                           | Amsterdam (Niederlande) | Marathon          | 10   | 2:34:12 h    |
| 2017 | Weltmeisterschaft         | London (England)        | 10.000-Meter-Lauf | 23   | 32:29,97 min |
| 2018 |                           | Kapstadt (Südafrika)    | Marathon          | 2    | 2:30:00 h    |
| 2019 |                           | Hamburg (Deutschland)   | Marathon          | 3    | 2:27:55 h    |
| 2021 | Tansanische Meisterschaft | Arusha (Tansania)       | 10.000-Meter-Lauf | 1    | 34:39,17 min |
| 2021 |                           | Valencia (Spanien)      | Marathon          | 17   | 2:27:58 h    |
| 2022 | Commonwealth Games        | Birmingham (England)    | Marathon          | 6    | 2:31:29 h    |
| 2022 |                           | Rom (Italien)           | Halbmarathon      | 5    | 1:09:35 h    |
| 2023 |                           | Florenz (Italien)       | Marathon          | 3    | 2:28:57 h    |